# A falta de cinco votos
A falta de cinco votos ("Five Votes Down", en idioma original) es el cuarto capítulo de la serie dramática El ala oeste de la Casa Blanca.

## Argumento
El equipo al completo de la Casa blanca trabaja contrarreloj para asegurarse los cinco votos del Congreso que hacen falta para la aprobación de una ley de control de armas. Por su parte, la mujer de Leo McGarry, Jenny, le comenta que pasa demasiado tiempo en su trabajo y que le abandona.
Mientras, el presidente, sin querer, se equivoca en la administración de sus pastillas, quedando literalmente drogado. Los cinco votos son finalmente conseguidos gracias a la intermediación del Vicepresidente que se apunta, gracias a ello, una gran victoria.

## Anuncio promocional
- El anuncio promocional de este episodio tuvo el récord en su día de plano secuencia más largo. El plano, de 4 minutos, fue rodado en el hotel Ambassador de Los Ángeles.

## Enlaces
- Ficha en FormulaTv
- Enlace al Imdb
- Guía de Episodios (en inglés)

- Datos: Q5456181